# Proletari di tutti i paesi, unitevi!

L'emblema dell'Unione Sovietica, il cui motto è scritto sulla fascia

Il motto politico "Proletari di tutti i Paesi, unitevi!" (in tedesco Proletarier aller Länder vereinigt Euch!; in russo Пролетарии всех стран, соединяйтесь!?, Proletarii vsech stran, soedinjajtes'!) è uno dei motti più famosi del periodo socialista. Esso proviene dal Manifesto del Partito Comunista di Karl Marx e Friedrich Engels, testo scritto nel 1848, di cui costituisce la celebre frase conclusiva. L'essenza dello slogan è che i membri della classe operaia di tutto il mondo dovrebbero combattere il capitalismo per vincere la lotta di classe.

## Panoramica

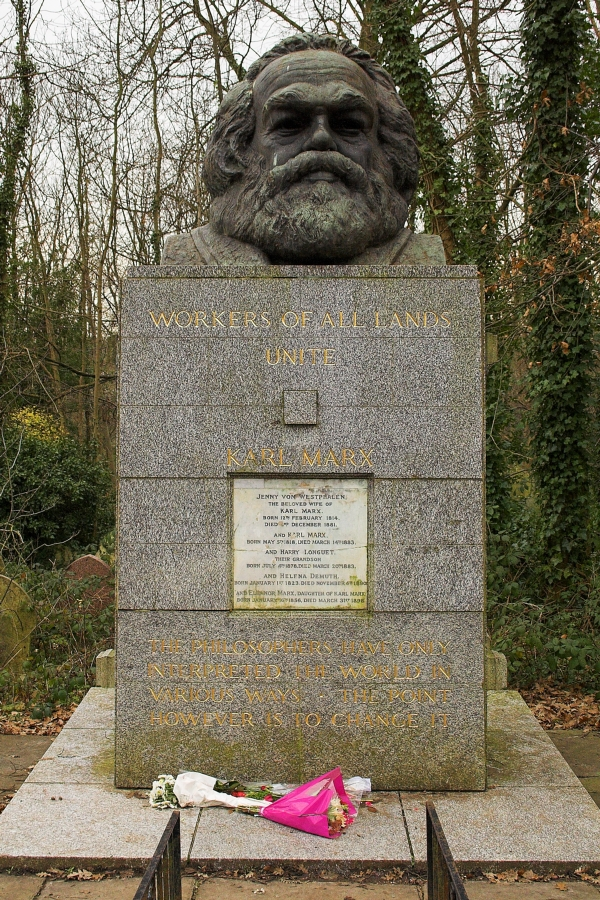
La tomba di Marx al cimitero di Highgate a Londra, che riporta la versione inglese del motto

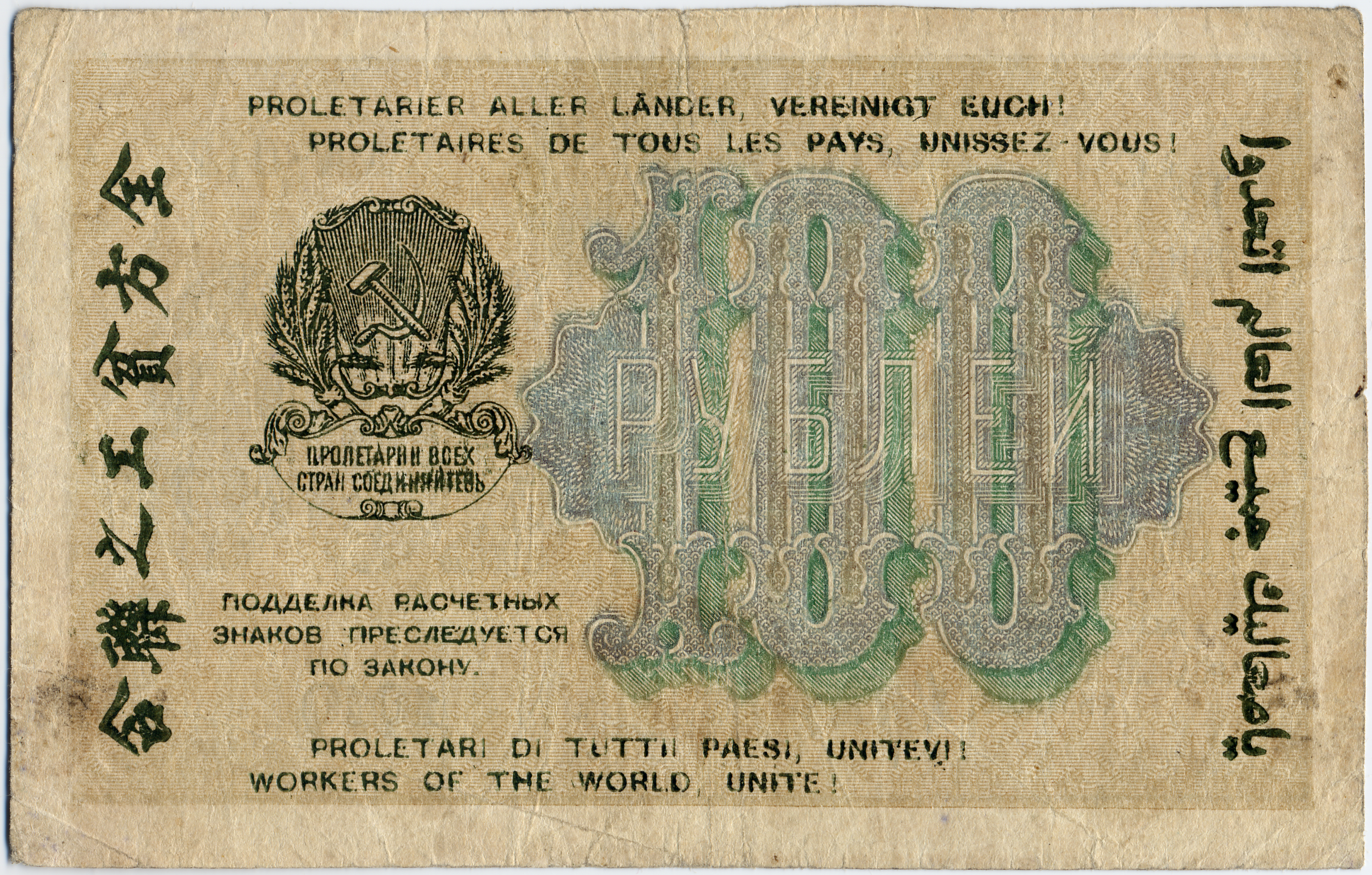
Il motto è presente anche nella banconota da 100 rubli della RSFS Russa

Cinque anni prima di apparire nel Manifesto del Partito Comunista, lo slogan comparve nel The Workers' Union della scrittrice francese Flora Tristan del 1843.
Una traduzione inglese della frase è anche scolpita sulla pietra tombale di Marx a Londra (in inglese Workers of all lands, unite), nonché, in russo, sul monumento allo stesso filosofo posto a Mosca, in piazza Teatral'naja. Tra le altre traduzioni del motto vi è anche "Uomini lavoratori" o "Lavoratori di tutti i Paesi, unitevi!". Frequente è anche una traduzione meno letterale (come quella, diffusa in Italia, di Togliatti) in cui "di tutti i Paesi" è sostituito da "di tutto il mondo".
Questa frase fu adottata come motto dell'Unione Sovietica (in russo Пролетарии всех стран, соединяйтесь!?, Proletarii vsech stran, soedinjajtes'!), a rappresentare l'internazionalismo proletario verso il quale era orientata l'URSS, e riportata sull'emblema di Stato, trascritta in tutte le lingue delle Repubbliche dell'Unione Sovietica, menzionate nell'ordine inverso di quello esplicitato nella Costituzione sovietica. Fu inoltre inserita negli stemmi delle Repubbliche Socialiste Sovietiche sia nella lingua nazionale sia in lingua russa e negli stemmi delle Repubbliche autonome dell'Unione Sovietica, sia nella lingua della repubblica sia in quella della repubblica a cui la nazione apparteneva. Questo motto venne inoltre utilizzato dal 1919 sulle banconote della Repubblica Socialista Federativa Sovietica Russa, tradotto in tedesco, francese, giapponese, inglese e arabo.
Il motto, simbolo del concetto filosofico d'internazionalismo proletario, è tuttora utilizzato da numerosi gruppi socialisti e comunisti. Esso fu utilizzato anche come motto ufficiale della Repubblica Democratica Tedesca (Germania Est).

## Il motto in varie lingue
- in russo Пролетарии всех стран, соединяйтесь!?, Proletarii vsech stran, soedinjajtes'!
- in tedesco Proletarier aller Länder, vereinigt euch! (utilizzato nella Repubblica Democratica Tedesca)
- in ucraino Пролетарі всіх країн, єднайтеся!?, Proletari vsich krajin, jednajtesja!
- in bielorusso Пралетарыі ўсіх краін, яднайцеся!?, Praletaryi ŭsich krain, jadnajcesja!
- in uzbeco Бутун дунё пролетарлари, бирлашингиз!?, Butun dunyo proletarlari, birlashingiz!
- in kazako Барлық елдердің пролетарлары, бірігіңдер!?, Barlıq elderdiñ proletarları, biriginder!
- in georgiano პროლეტარებო ყველა ქვეყნისა, შეერთდით!?, traslitterato: Proletarebo qvela k’veqnisa, sheert’dit’!
- in azero Бүтүн өлкәләрин пролетарлары, бирләшин!, Bütün ölkələrin proletrarları, birləşin!
- in kirghiso Бардык өлкөлордүн пролетарлары, бириккиле!?, Bardık ölkölordün proletarları, birikkile!
- in tagico Пролетарҳои ҳамаи мамлакатҳо, як шавед!?, Proletarhoi hamai mamlakatho, jak šaved!
- in armeno Պրոլետարներ բոլոր երկրների, միացե'ք!?, Proletarner bolor erkrneri, miace'q!
- in tataro: Барлык илләрнең пролетарийлары, берләшегез!, traslitterato Barlıq illärneñ proletariları, berläşegez!
- in yiddish פּראָלעטאַריער פֿון אַלע לענדער, פֿאַרײניקט זיך!‎?, proletarier fun ale lender, fareynikt zikh!
- in finlandese Kaikkien maiden proletaarit, liittykää yhteen! (utilizzato nella RSS Carelo-Finlandese e poi nella RSSA di Carelia)
- in albanese Proletarë të të gjitha vendeve, bashkohuni! (motto della Repubblica Popolare Socialista d'Albania)
- in lituano Visų šalių proletarai, vienykitės!
- in lettone Visu zemju proletārieši, savienojieties!
- in estone: Kõigi maade proletaarlased, ühinege!
- in moldavo: Proletari din toate țările, uniți-vă!
- in turkmeno: Ähli jurtlaryň proletarlary, birlešiň!
- in croato Proleteri svi zemalja, ujedinite se!
- in serbo Пролетери сви земаља, уједините се!?, Proleteri svi zemalja, ujedinite se!
- in bosniaco Proleteri svi zemalja, ujedinite se!
- in serbo-croato Proleteri svih zemalja, ujedinite se!
- in sloveno Proletarci vseh dežel, združite se!
- in albanese Punëtorët e botës, bashkohuni!
- in italiano: Proletari di tutto il mondo, unitevi!
- in inglese Workers of the world, unite!
- in francese Prolétaires de tous les pays, unissez-vous!
- in spagnolo ¡Proletarios de todos los países, uníos!
- in arabo !يا عمال العالم، اتحدوا‎?, Ya eummal alealima, atahaduu!
- in macedone Пролетери од сите страни, обединетете се!?, Proleteri od site strani, obedinetete se!
- in cinese: 全世界无产者，联合起来！S, Quán shìjiè wúchǎnzhě, liánhé qǐláiP
- in coreano: 만국의 노동자여, 단결하라!?, Mangug-ui nodongjayeo, dangyeolhala!LR
- in ungherese Világ proletárjai, egyesüljetek!
- in vietnamita: Vô sản toàn thế giới, đoàn kết lại!
- in polacco Proletariusze wszystkich krajów, łączcie się!
- in romeno Proletari din toate țările, uniți-vă!
- in ceco Proletáři všech zemí, spojte se!
- in slovacco Proletári všetkých krajín, spojte sa!
- in bulgaro Пролетарии от всички страни, съединявайте се!?, Prolterarii ot vsički strani, săedinjavajte se!
- in lao: ຜູ້ອອກແຮງງານຂອງໂລກ, ສາມັກຄີ! , traslitterato: Phuookaehngngan khongolk samakkhi!
- in mongolo: Бүх газар орны хөдөлмөрчид нэгдэгтүн! , traslitterato: Bükh gazar orny khödölmörchid negdegtün!